# Kikagaku Moyo
Kikagaku Moyo — японская психоделическая группа, основанная в Токио. Название группы переводится как «геометрические узоры».
С момента объединения в 2012 году группа прошла путь от игры в маленьких барах до сбора более 200 000 ежемесячных слушателей на Spotify. В 2022 году они решили уйти на «бессрочный перерыв» после последнего альбома Kumoyo Island и международного прощального тура, о чём было объявлено в интервью журналу Rolling Stone.

## Характеристики
Название
Kikagaku Moyo (на кандзи 幾何学模様, транслитерируется как Kikagaku Moyō) переводится как «геометрические узоры», что барабанщик Го Куросава предложил в качестве названия группы после того, как получил визуальные эффекты, вызванные лишением сна во время долгого джем-сейшена ночью. В интервью 2014 года журналу It's Psychedelic Baby! Magazine Го вспоминает момент, когда он придумал название: «Оно означает геометрические узоры, которые я видел на обратной стороне своих век после джем-сейшена всю ночь. Я был полностью в «зоне» наполовину бодрствующий, наполовину спящий, но мои руки непроизвольно стучали по барабанам. Томо и я оба хотели иметь японское имя с иероглифами кандзи, поэтому решение было принято довольно быстро».
Стиль
Kikagaku Moyo — это психоделическая рок-группа, в звучании которой сочетаются элементы краут-рока, индийских рага и эйсид-фолка. За короткий промежуток времени они выпустили ряд записей, включая прорывной House in the Tall Grass 2016 года и резко очерченный Masana Temples 2018 года, — в которых тяжелые, сокрушительные джемы сочетались с более мягкими, более созерцательными моментами, напоминающими японские психоделические группы, такие как Acid Mothers Temple и Ghost, а также их предшественников, таких как Far East Family Band и Flower Travellin' Band.
Лирика
Kikagaku Moyo буквально говорят на своем собственном языке. Тексты песен группы полностью состоят из придуманных слогов — фонетических звуков, которые дополняют их сложные риффы. «Мы выросли, слушая западную музыку, и никогда не понимали смысла текстов, но мы могли вникнуть в них. Поэтому я подумал, что это должно происходить наоборот», — говорит Куросава. «Американцы слышат английские песни повсюду, но я хотел дать, типа — о, может быть, вам не нужно понимать. Может быть, сам звук может как-то отдаваться эхом, потому что он универсален. … Мне это очень нравится».

## Дискография
Студийные альбомы
- Kikagaku Moyo (2013, Cosmic Eye/Sound effect/Guruguru Brain)
- Forest of Lost Children (2014, Beyond Beyond is Beyond)
- House in the Tall Grass (2016, Guruguru Brain)
- Masana Temples (2018, Guruguru Brain)
- Kumoyo Island (2022, Guruguru Brain)

Концертные альбомы
- Live at Levitation (2021, Reverberation Appreciation Society)
- Deep Fried Grandeur (2021, Husky Pants Records) with Ryley Walker

Мини-альбомы
- Mammatus Clouds (2014, Sky Lantern/Captcha/Cardinal Fuzz)
- Stone Garden (2017, Guruguru Brain)

Синглы
- "Flujo y Reflujo" split with Kinski and Kawabata (2015, God Unknown)
- "Spinning Wheel" split with Moon Duo (2015, Jean Sandwich)
- "Gypsy Davey" / "Mushi No Uta" (2020, Sub Pop)
- "Ouchi Time" (2020, Looking Glass/Mexican Summer)